# Evolution Worlds
Evolution Worlds es un videojuego creado por Sega, Ubisoft, Sting Entertainment y lanzado para la consola GameCube de Nintendo en el año 2002.
El juego es un RPG que contiene una versión reducidad del juego Evolution: The World of Sacred Device y una versión completa de Evolution 2: Far Off Promise en el mismo disco. Ambos juegos fueron lanzados originalmente para Dreamcast.

## Personajes
- Mag Launcher: es el héroe del juego,usa el ciframe para derrotar a sus enemigos.
- Linnear Cannon: es la heroína del juego, no usa el ciframe pero usa poderes propios.
- Chain Gun: es el enemigo de la familia launcher. Usa un cuchillo ciframe.

- Datos: Q5418625